# Isaac Chaim Senior Teixeira
Isaac Chaim Senior Teixeira, auch Manoel Teixeira oder Manuel Teixeira (* 1631 in Antwerpen; † 15. Juni 1705 in Amsterdam) war ein Kaufmann, Resident und Führer einer jüdischen Gemeinde. Er verbrachte einen großen Teil seines Lebens in Hamburg.

## Leben und Wirken
Manoel Teixeira war der Sohn von Abraham Senior Teixeira. Er wurde mehrsprachig und kosmopolitisch erzogen. Nach dem Tod seines Vaters 1666 erbte er allein das erfolgreiche väterliche Handels- und Versicherungsunternehmen. Teixeira besaß ein imposantes Wohngebäude am Jungfernstieg und ein Gartenhaus, das sich in Ottensen befand. Wie zuvor Jacob Curiel verfügte er über ein repräsentatives Gästehaus am Krayenkamp, das er als regelmäßiger Treffpunkt für Gesandte von Fürstenhöfen aus ganz Europa zur Verfügung stellte. Teixeira schenkte Kirche und Obrigkeiten oftmals größere und kleinere Geldbeträge, um ihr Wohlwollen zu erhalten. So lieferte er Kupfer für das Dach der 1699 fertiggestellten Hauptkirche Sankt Michaelis im Wert von 10.000 Talern, für das er keine Bezahlung entgegennahm.
Teixeira finanzierte in Hamburg eine eigene Yeshiva, in der Jakob Sasportas lehrte. Mitglieder der Einrichtung gehörten zu den Subskribenten der Predigtsammlung „Fin de los Dìas“ von Moses Gideon Abudiente, die 1666 in Glückstadt und Hamburg erschien. 1669/70 beschloss Österreich, die dort lebenden Juden zu vertreiben. Auf Bitte der Wiener Gemeinde setzte sich Teixeira für sie ein. Die Regierung Dänemarks offerierte ihm 1692 einen Posten als Resident, den Teixeira sieben Jahre später annahm. Wegen  Streitigkeiten zwischen dem Hamburger Senat, der Bürgerschaft und den in Hamburg lebenden Portugiesen ging Teixeira mitsamt dem bei Banken, Kämmerern und an der Börse aufbewahrten Vermögen 1699 nach Amsterdam. Dies verursachte große Turbulenzen an der Hamburger Börse. An seinem neuen Wohnort wurde er sofort Vorstandsmitglied der dortigen Gemeinde.

## Ehrungen
Jacob Judah Leon, der kurzzeitig Rabbiner in Hamburg war, widmete Manoel Teixeira die spanische Übersetzung der Psalmen Las Alabanças de Santidad, die 1670/71 in Amsterdam verlegt wurde. Das Buch Israels erfreuliche Botschaft von Andreas Kempe ist ebenfalls Manoel Teixeira gewidmet.